# Кошицький край
Ко́шицький край (словац. Košický kraj) — адміністративна одиниця (словац. správny celok) першого рівня, один з восьми країв Словаччини. Адміністративний центр — місто Кошиці. Разом із Пряшівським краєм утворює регіон — Східну Словаччину.
На півночі межує із Пряшівським краєм, на сході з Україною, на півдні з Угорщиною, на заході з Банськобистрицьким краєм.
Площа становить 6 754,5 км², населення 766 012 осіб (2001).

## Адміністративно-територіальний поділ
Кошицький край складається з 11 округів (словац. okresov) (районів):
- Ґелниця
- Кошиці I (округ)
- Кошиці II (округ)
- Кошиці III (округ)
- Кошиці IV (округ)
- Кошиці-околиця (округ)
- Михайлівці (округ)
- Рожнява (округ)
- Собранці (округ)
- Списька Нова Весь (округ)
- Требишів (округ)

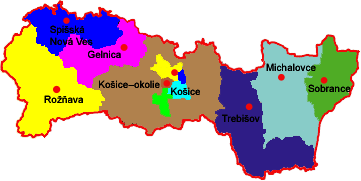
Карта Кошицького краю

На території Кошицького краю адміністративно налічується 457 населених пунктів (громад, obec), в тому числі 17 міст: Великі Капушани, Ґелниця (Гелніца), Добшина, Кошиці, Кральовський Хлмець, Кромпахи, Медзев, Михайлівці, Молдава-над-Бодвою, Рожнява, Сечовце, Собранці, Списька Нова Весь, Спишські Влахи, Стражське, Требишів, Чєрна-над-Тисою.

## Населення
| Рік:            | 1994.   | 2004.   | 2014.   | 2024.   |
| --------------- | ------- | ------- | ------- | ------- |
| Кількість осіб: | 753 849 | 770 508 | 795 565 | 778 799 |
| Різниця:        |         | +2,20 % | +3,25 % | -2,10 % |

| Рік:            | 2023.   | 2024.   |
| --------------- | ------- | ------- |
| Кількість осіб: | 779 073 | 778 799 |
| Різниця:        |         | -0,03 % |

### Статистичні дані (2011)

#### Національний склад
- Словаки — 580 066 осіб (73,3 %);
- Угорці — 74 743 особи (9,4 %);
- Цигани — 36 476 осіб (4,6 %);
- Чехи — 3174 особи (0,4 %);
- Русини — 3076 осіб (0,4 %);
- Українці — 1637 осіб (0,2 %);
- Німці — 1179 осіб (0,1 %);
- Інші — 91 372 особи (11,5 %).

#### Конфесійний склад
- Католики — 406 601 особа (51,4 %);
- Греко-католики — 75 231 особа (9,5 %);
- Реформати — 43 748 осіб (5,5 %);
- Лютерани — 29 230 осіб (3,7 %);
- Православні — 13 217 осіб (1,7 %);
- Атеїсти — 89 350 осіб (11,3 %);
- Інші — 134 346 осіб (17,0 %).